# إدي بيشوب
إدي بيشوب (بالإنجليزية: Eddie Bishop)‏ (28 نوفمبر 1961 بليفربول في المملكة المتحدة - ) هو مدرب كرة قدم ولاعب كرة قدم بريطاني في مركز الوسط. لعب مع نادي ترانمير روفرز لكرة القدم ونادي كرو ألكساندرا ونادي تشستر سيتي وNantwich Town F.C. ‏ ونادي ويتون ألبيون ونورثويتش فيكتوريا ونادي ألترينتشام ونادي رانكورن هالتون وWinsford United F.C. ‏.

## وصلات خارجية
- إدي بيشوب على موقع قاعدة بيانات كرة القدم.إي يو (الإنجليزية)
- إدي بيشوب على موقع Soccerbase.com (لاعب) (الإنجليزية)